# Prądzono
Prądzono (Prondzono) (kaszb. Jezoro Prãdzonô) – przepływowe jezioro rynnowe na Równinie Charzykowskiej (w regionie Kaszub zwanym Gochami) w gminie Lipnica, powiat bytowski, województwo pomorskie, na północ od wsi Prądzona. Z jeziora wypływa rzeka Prądzona.
Powierzchnia całkowita: 16,9 ha